# Selvberedskab
Selvberedskab er når en civil person proaktivt forbereder sig på nødsituationer. Nødsituationen kan spænde fra kortvarig elsvigt, vandforsyningssvigt - til kriser, naturkatastrofer og andre katastrofer, der forårsager forstyrrelse af social orden (det vil sige civil uorden) forårsaget af politiske eller økonomiske kriser.
Et hjemmeberedskab er når en husstands personer proaktivt forbereder sig på nødsituationer.
Den aktuelle forberedelse bør bygge på en risikovurdering og hvor mange penge man vil anvende.
Nødsituationerne, som man vil imødekomme, kan være kortsigtede eller langsigtede scenarier på skalaer lige fra personlig modgang, til lokal forstyrrelse af tjenester, til international eller global katastrofe. Der er ikke en klar skelnen mellem generelt nødberedskab - til forberedelse i form af survivalisme (disse begreber er et spektrum), men der anerkendes ofte en kvalitativ skelnen, hvor preppere/survivalister forbereder sig særligt omfattende, fordi de har højere vurderinger af risikoen for, at katastrofer kan ske.

## Danske anbefalinger
Beredskabsstyrelsen anbefaler at man forbereder sig til at kunne klare sig i tre døgn (72 timer) i en krise.

### Historisk
I perioden 1950-1992 var der krav om, at mange bygninger skulle have sikringsrum, med forstærket beton i kælderen.

## Eksterne referencer
- redcross.org: Survival Kit Supplies

| Beredskabet | Spire Denne artikel om beredskabet er en spire som bør udbygges. Du er velkommen til at hjælpe Wikipedia ved at udvide den. |